# Шмяков, Пётр Михайлович
Пётр Миха́йлович Шмя́ков (1872 — после 1917) — член IV Государственной думы от Витебской губернии, крестьянин.

## Биография
Православный, крестьянин местечка Усвяты Усвятской волости Велижского уезда.
Окончил двухклассное министерское училище. Занимался земледелием (16 десятин), владел кожевенным предприятием.
В течение 18 лет состоял регентом усвятской Спасо-Преображенской церкви. Был членом уездной землеустроительной комиссии и заведующим военно-конским участком по Велижскому уезду (с 1898 года). До избрания в Думу три года состоял Велижским волостным старшиной.
В 1912 году был избран членом Государственной думы от Витебской губернии. Входил во фракцию русских националистов и умеренно-правых (ФНУП), после её раскола в августе 1915 — в группу прогрессивных националистов и Прогрессивный блок. Состоял членом комиссий: финансовой, земельной, бюджетной и по борьбе с немецким засильем.
В 1913 году был избран также гласным Витебского губернского земского собрания. Кроме того, был товарищем председателя кредитного товарищества, местной пожарной дружины и земледельческого кружка.
В дни Февральской революции был в Петрограде. 16 марта 1917 года назначен заместителем комиссара города Петрограда и Таврического дворца, однако уже через два дня должность была упразднена. 6 апреля, по решению Временного комитета Государственной думы, командирован на Юго-Западный фронт, принимал участие в заседании 1-го армейского съезда 11-й армии.
Судьба после 1917 года неизвестна. Был женат, имел троих детей.